# 裝甲擲彈兵師

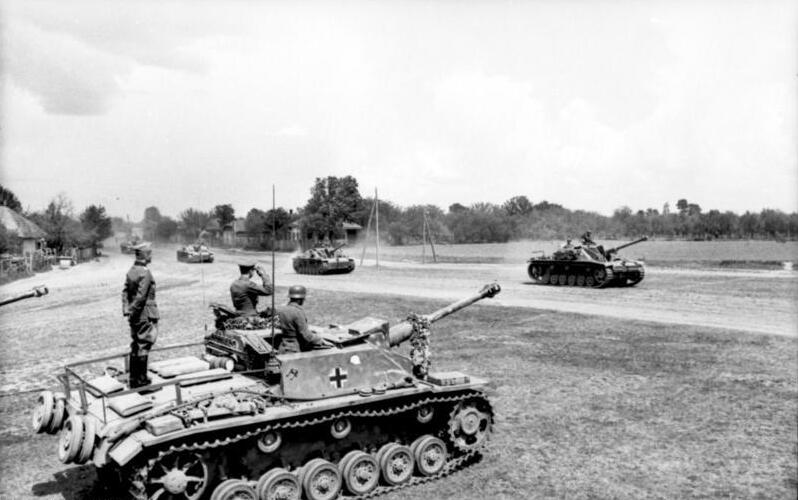
1943年4月20日烏克蘭境內的大德意志裝甲擲彈兵師，該師是德國國防軍最精銳的裝甲擲彈兵師之一

裝甲擲彈兵師（德语：Panzergrenadierdivision）是德國裝甲擲彈兵的師級部隊，创设于二战期间，至今仍在使用。

## 纳粹德国

### 德国国防军陆军
- 第3裝甲擲彈兵師
- 第10裝甲擲彈兵師
- 第15裝甲擲彈兵師
- 第16裝甲擲彈兵師
- 第18裝甲擲彈兵師
- 第20裝甲擲彈兵師
- 第25裝甲擲彈兵師
- 第29裝甲擲彈兵師
- 第90裝甲擲彈兵師
- 大德意志裝甲擲彈兵師
- 布蘭登堡裝甲擲彈兵師
- 統帥堂裝甲擲彈兵師
- 選侯國裝甲擲彈兵師
- 元首護衛師[1]
- 元首擲彈兵師

### 德国国防军空軍
- 第2傘降裝甲擲彈兵師「赫爾曼·戈林」

### 武装党卫军
- 第4親衛隊警察裝甲擲彈兵師
- 第11親衛隊志願裝甲擲彈兵師「北地」
- 第16親衛隊裝甲擲彈兵師「黨衛隊全國領袖」
- 第17親衛隊裝甲擲彈兵師「古茲·馮·伯利辛根」
- 第18親衛隊志願裝甲擲彈兵師「霍斯特·維瑟爾」
- 第23親衛隊志願裝甲擲彈兵師「尼德蘭第一」

還有7個改編為武装党卫军裝甲師的裝甲擲彈兵師：
- 第1親衛隊裝甲擲彈兵師「希特勒警衛旗隊」
- 第2親衛隊裝甲擲彈兵師「帝國」
- 第3親衛隊裝甲擲彈兵師「骷髏」
- 第5親衛隊裝甲擲彈兵師「維京」
- 第9親衛隊裝甲擲彈兵師「霍亨斯陶芬」
- 第10黨衛隊裝甲擲彈兵師「弗倫茲貝格」
- 第12親衛隊裝甲擲彈兵師「希特勒青年團」

相當於親衛隊裝甲擲彈兵師的親衛隊志願擲彈兵師：
- 第27親衛隊志願擲彈兵師「朗格馬克」
- 第28親衛隊志願擲彈兵師「瓦隆」

## 联邦德国
迄今為止，德國聯邦國防軍共有过10個裝甲擲彈兵師。第13裝甲擲彈兵師是2013年最後一個解散的師。

## 奥地利
1975月1日，奥地利第3裝甲擲彈兵師（由第 4、9和1裝甲擲彈兵旅组成）在巴登成立。